# Griș cu lapte
Grișul cu lapte este un desert preparat din griș de grâu fiert în lapte. Este consumat în Europa încă din timpul Imperiului Roman, rețeta fiind descrisă în De re coquinaria.